# Singapore Street Circuit
A Singapore Street Circuit egy utcai versenypálya Szingapúr belvárosában, a szingapúri nagydíj helyszíne. Az ötödik Formula–1-es pálya, amit Hermann Tilke tervezett. Tilke tervezte a maláj, a bahreini, a török és a kínai nagydíj helyszínét, de az ő nevéhez fűződik az újonnan épült Valenciai versenypálya is, ahol a 2008-tól az európai nagydíjat rendezik. 2023-tól kis részben új nyomvonalon vezet a pálya.

## A pálya bejárása

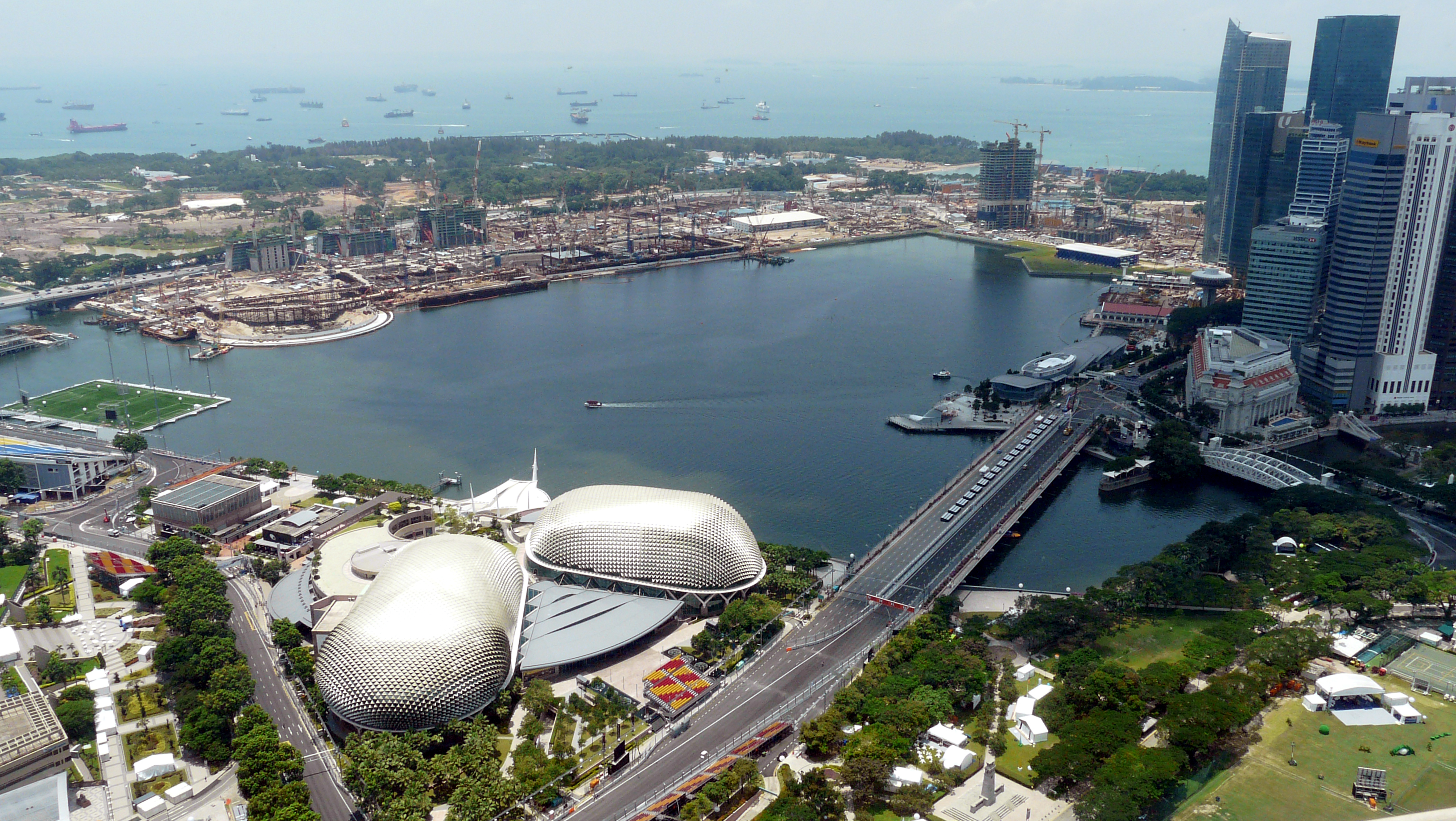
A kikötői rész a két híddal

A pálya Szingapúrban épült 2007 és 2008 között, melynek 70%-a meglévő út volt, de a maradék 30% is utcai pálya.
Az utcai pályán 2 híd, hosszabb-rövidebb egyenesek és összesen 22 kanyar található, ennek ellenére nehéz előzni, mert kevés hosszú egyenes van és nagyon egyenetlen a felület. Leggyorsabb pontja a Raffles Boulevard egyenes, aminek a végén 300 km/h-s sebességgel is lehet haladni. A pálya egyik érdekessége, hogy a Marina Bay-i szakasz átmegy a főtribün alatt, valamint az óriáskerék, ami tulajdonképpen egy forgó lelátó.
A szezon egyik legnehezebb futama, hiszen:
- a pálya körüljárási iránya az óra járásával ellentétes irányú, ez a pilóták számára szokatlan és speciális edzésekkel készülnek erre a futamra.
- magas hőmérséklet páratartalom
- utcai pályák viszonylatában hosszú, vezetéstechnikailag nehéz pálya, bukóterek pedig csak kevés helyen találhatóak.
- a fékek illetve a váltó különösen nagy terhelésnek van kitéve; ezen a pályán váltanak a pilóták a legtöbbet.

A Formula–1-es versenyt éjszaka, lámpafénnyel kivilágított pályán tartják. A világítást az olasz Valerio Maioli cége kivitelezte. A tesztüzemet 2008 januárban tartották. Az éjszakai futam biztonságos FIA szerint, mivel ezt tesztelték már az Indianapolisban és a francia Paul Ricard-i pályán is. Csaknem 1500 lámpa és 24 generátor biztosítja a versenyre a fényeket. Az éjszakai versenyekkel az európai szempontból túl korai, illetve a túl késői versenyidőpontokat szeretnék megakadályozni, mert a Formula–1-es tv-nézők többsége Európában él. Egyes hírek szerint[forrás?] Sepangban, Shanghaiban és a japán nagydíj helyszínén is szeretne Bernie Ecclestone éjszakai versenyt.

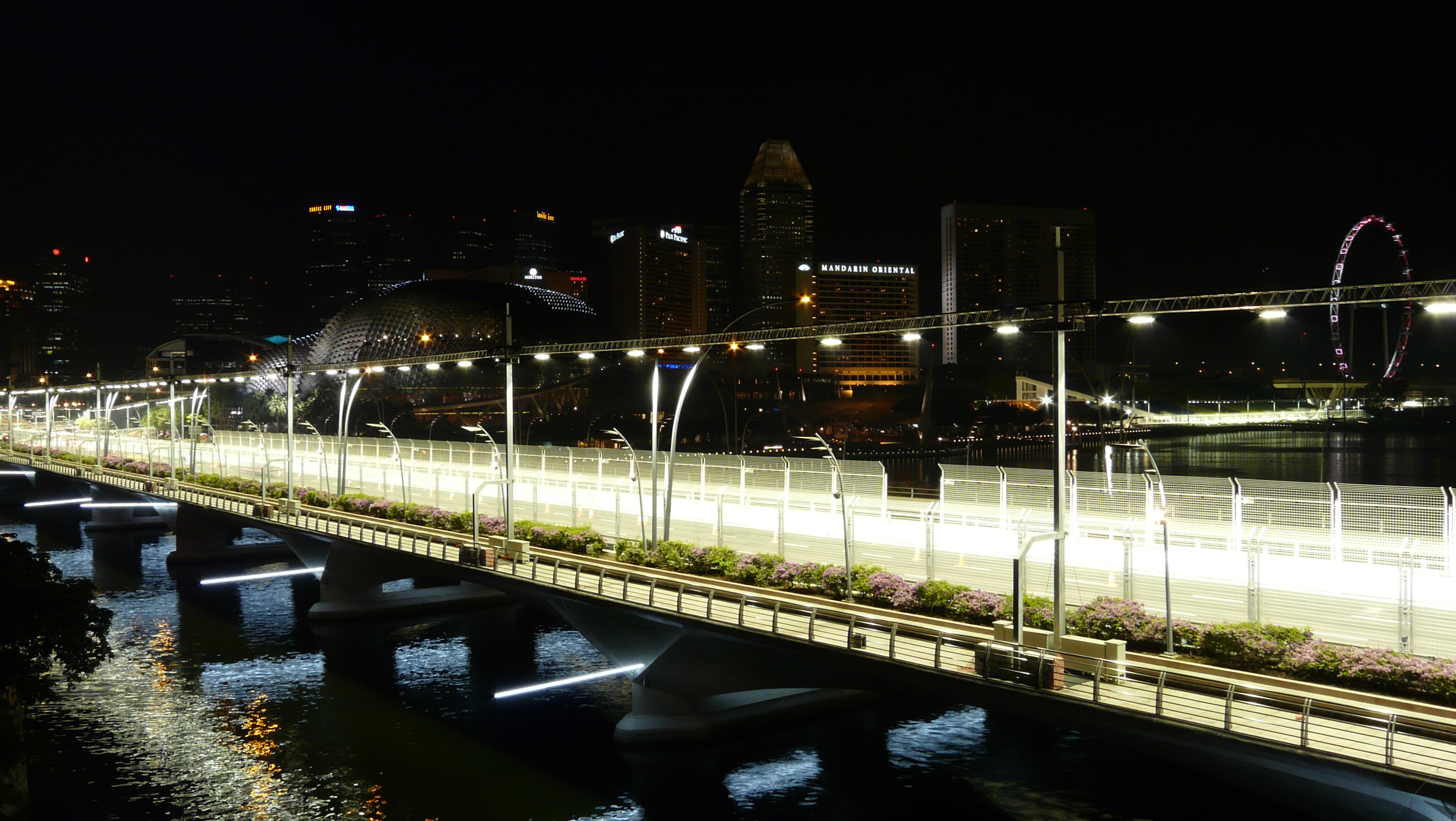
A pálya éjszaka

2008 novemberében, a Professional World MotorSport Awards kölni gáláján az év létesítményének választották a pályát.
A 2009-es versenyre kiszélesítették a célegyenes végén található hármas kanyarkombinációt, illetve a célegyenesre ráfordító kanyart, egyes kanyarokban megnövelték a bukóterek nagyságát. Ezen év februárjában egy pályázat során a rajongók adhattak nevet, az egyes, a hetes és a tízes kanyarnak. Az 1-es kanyar a Sheares, a 7-es kanyar a Memorial, míg a 10-es kanyar a Singapore Sling nevet kapta, ami,Szingapúr egyik leghíresebb koktélja. A győztes nevek tulajdonosai egy egészhétvégés jegyet kaptak, a 2009-es versenyre a "saját" kanyarjukhoz, paddock-látogatással egybekötve.
A 2013-as versenyre változtattak a pálya vonalvezetésén, így a legnehezebb és a korábbi években legtöbb problémát okozó Singapore Sling sikánt kivették és egy derékszögű balkanyarrá alakították át. 2023-tól a 16-os,17-es, 18-as és 19-es kanyarok helyett egy hosszú egyenes váltotta ki a kanyarokat